# Sudamericano Femenino de Futsal 2005
El Sudamericano Femenino de Futsal 2005 fue la primera edición del Sudamericano Femenino de Futsal. Esta versión del torneo se realizó en la ciudad de Barueri (Brasil) en el estadio Polideportivo José Corrêa, entre 8 y 13 de noviembre de 2005, siendo la primera oportunidad que se desarrolló este evento en dicho país. Fue organizado por la CONMEBOL, la confederación de fútbol de América del Sur. En esta edición participaron 6 selecciones femeninas de futsal.

## Equipos participantes
| Equipos participantes | Equipos participantes | Equipos participantes |
| --------------------- | --------------------- | --------------------- |
| Argentina             | Brasil                | Ecuador               |
| Paraguay              | Perú                  | Uruguay               |

## Primera ronda

### Grupo A
| Equipo  | Pts | PJ | PG | PE | PP | GF | GC | Dif |
| ------- | --- | -- | -- | -- | -- | -- | -- | --- |
| Brasil  | 6   | 2  | 2  | 0  | 0  | 12 | 2  | +10 |
| Uruguay | 3   | 2  | 1  | 0  | 1  | 4  | 9  | -5  |
| Perú    | 0   | 2  | 0  | 0  | 2  | 4  | 9  | -5  |

| 8 de noviembre de 2005 | Brasil                                              | 5:2 (2:2) | Perú                    | Polideportivo José Corrêa, Barueri |                                   |
| 20:30                  | Ju Delgado 5' · Neguinha 15', 33' · Cilene 25', 36' |           | Salinas 9' · Connie 18' | Árbitro(s): Nestor Valiente (PAR)  | Árbitro(s): Nestor Valiente (PAR) |

- Equipo libre:  Uruguay.

| 9 de noviembre de 2005 | Perú             | 2:4 (1:1) | Uruguay                                      | Polideportivo José Corrêa, Barueri  |                                     |
| 20:30                  | Salinas 20', 24' |           | Chazarreta 4', 34' · Sagrega 28' · López 30' | Árbitro(s): Dardo Félix Viñas (ARG) | Árbitro(s): Dardo Félix Viñas (ARG) |

- Equipo libre:  Brasil.

| 10 de noviembre de 2005 | Uruguay | 0:7 (0:2) | Brasil                                                       | Polideportivo José Corrêa, Barueri |                                 |
| 20:30                   |         |           | Gabi 7', 21' · Priscilla 8', 31' · Cátia 22' · Fabi 30', 32' | Árbitro(s): Franklin Loor (ECU)    | Árbitro(s): Franklin Loor (ECU) |

- Equipo libre:  Perú.

### Grupo B
| Equipo    | Pts | PJ | PG | PE | PP | GF | GC | Dif |
| --------- | --- | -- | -- | -- | -- | -- | -- | --- |
| Ecuador   | 6   | 2  | 2  | 0  | 0  | 8  | 1  | +7  |
| Argentina | 1   | 2  | 0  | 1  | 1  | 3  | 4  | -1  |
| Paraguay  | 1   | 2  | 0  | 1  | 1  | 4  | 10 | -6  |

| 8 de noviembre de 2005 | Argentina | 0:1 (0:0) | Ecuador    | Polideportivo José Corrêa, Barueri |                         |
| 19:00                  |           |           | Jazmin 24' | Árbitro(s): Walter Arce            | Árbitro(s): Walter Arce |

- Equipo libre:  Paraguay.

| 9 de noviembre de 2005 | Ecuador                                                                            | 7:1 (4:1) | Paraguay  | Polideportivo José Corrêa, Barueri       |                                          |
| 20:30                  | Campi 9' · Villon 11' · Vivas 12', 25' · Espinoza 13' · Mercado 22' · Carrillo 39' |           | Agüero 8' | Árbitro(s): Tales Ferreira Goulart (BRA) | Árbitro(s): Tales Ferreira Goulart (BRA) |

- Equipo libre:  Argentina.

| 10 de noviembre de 2005 | Paraguay                             | 3:3 (1:3) | Argentina                    | Polideportivo José Corrêa, Barueri      |                                         |
| 19:00                   | Lorena 12', 26' · Miriam Giménez 31' |           | Gislena 6', 10' · Noelia 19' | Árbitro(s): João Antônio da Silva (BRA) | Árbitro(s): João Antônio da Silva (BRA) |

- Equipo libre:  Ecuador.

## Segunda ronda

### Cuadro general
|  | Semifinales             | Semifinales             |        |         | Final                   | Final                   |  |
|  | 12 de noviembre de 2005 | 12 de noviembre de 2005 |        |         | 13 de noviembre de 2005 | 13 de noviembre de 2005 |  |
|  |                         |                         |        |         |                         |                         |  |
|  |                         |                         |        |         |                         |                         |  |
|  | Ecuador (t.s.)          | 5                       |        |         |                         |                         |  |
|  | Ecuador (t.s.)          | 5                       |        |         |                         |                         |  |
|  | Uruguay                 | 3                       |        |         |                         |                         |  |
|  | Uruguay                 | 3                       |        | Ecuador | 0                       |                         |  |
|  |                         |                         |        | Ecuador | 0                       |                         |  |
|  |                         |                         | Brasil | 13      |                         |                         |  |
|  | Brasil                  | 8                       | Brasil | 13      |                         |                         |  |
|  | Brasil                  | 8                       |        |         |                         |                         |  |
|  | Argentina               | 0                       |        |         | Tercer lugar            | Tercer lugar            |  |
|  | Argentina               | 0                       |        |         | Tercer lugar            | Tercer lugar            |  |
|  |                         |                         |        |         |                         |                         |  |
|  |                         |                         |        |         | Uruguay                 | 0                       |  |
|  |                         |                         |        |         | Uruguay                 | 0                       |  |
|  |                         |                         |        |         | Argentina               | 1                       |  |
|  |                         |                         |        |         | Argentina               | 1                       |  |
|  |                         |                         |        |         |                         |                         |  |

### Quinto lugar
|  | Quinto puesto play-off  |   |
|  |                         |   |
|  | 12 de noviembre de 2005 |   |
|  |                         |   |
|  | Perú                    | 9 |
|  | Perú                    | 9 |
|  | Paraguay                | 4 |
|  | Paraguay                | 4 |

### Quinto puesto
| 12 de noviembre de 2005 | Perú                                                                                 | 9:4 (4:2) | Paraguay                                                 | Polideportivo José Corrêa, Barueri      |                                         |
| 16:00                   | Olienka Salinas 4', 26', 36' · Marisella 5' · Adriana 7', 12' · Connie 22', 23', 29' |           | Francisca Agüero 15', 31' · Lorena 19' · Miriam Baez 21' | Árbitro(s): João Antonio da Silva (BRA) | Árbitro(s): João Antonio da Silva (BRA) |

### Semifinales
| 12 de noviembre de 2005 | Ecuador                                   | 5:3 (3:3, 0:2) (t. s.)(2:0 t. s.) | Uruguay                           | Polideportivo José Corrêa, Barueri |                                   |
| 17:30                   | Marianella 21', 37' · Wendy 26', 47', 49' |                                   | Carla 1' · Daiana 4' · Marisa 33' | Árbitro(s): Nestor Valiente (PAR)  | Árbitro(s): Nestor Valiente (PAR) |

| 12 de noviembre de 2005 | Brasil                                                                             | 8:0 (4:0) | Argentina | Polideportivo José Corrêa, Barueri |                               |
| 19:00                   | Ju Delgado 11' · Fabi 13' · Priscila 14', 19' · Cátia 21', 22', 24' · Neguinha 28' |           |           | Árbitro(s): Walter Arce (URU)      | Árbitro(s): Walter Arce (URU) |

### Tercer puesto
| 13 de noviembre de 2005 | Uruguay | 0:1 (0:0) | Argentina   | Polideportivo José Corrêa, Barueri      |                                         |
| 10:00                   |         |           | Gislena 30' | Árbitro(s): João Antônio da Silva (BRA) | Árbitro(s): João Antônio da Silva (BRA) |

### Final
| 13 de noviembre de 2005 | Ecuador | 0:13 (0:6) | Brasil | Polideportivo José Corrêa, Barueri |                         |
| 10:00                   |         |            | Priscila 6', 28' · Gabi 8' · Fabi 9', 39' · Cátia 16', 17', 19', 24', 25' · Ju Delgado 27', 30' · Adriana 32' | Árbitro(s): Walter Arce            | Árbitro(s): Walter Arce |

| Bandera de Brasil            |
| Campeón Brasil Primer título |

## Tabla general
| Pos. | Equipo    | Pts | J | G | E | P | GF | GC | Dif. | Rend. |
| ---- | --------- | --- | - | - | - | - | -- | -- | ---- | ----- |
| 1    | Brasil    | 12  | 4 | 4 | 0 | 0 | 33 | 2  | +31  | 100%  |
| 2    | Ecuador   | 9   | 4 | 3 | 0 | 1 | 13 | 17 | -4   | 75%   |
| 3    | Argentina | 4   | 4 | 1 | 1 | 2 | 4  | 12 | -8   | 33,3% |
| 4    | Uruguay   | 3   | 4 | 1 | 0 | 3 | 7  | 15 | -8   | 25%   |
| 5    | Perú      | 4   | 3 | 1 | 0 | 2 | 13 | 13 | 0    | 44,4% |
| 6    | Paraguay  | 1   | 3 | 0 | 1 | 2 | 8  | 19 | -11  | 11,1% |